# Миациды
Миациды (лат. Miacidae) — семейство примитивных хищных млекопитающих, живших в палеоцене и эоцене (66,0—33,9 млн лет назад). Предполагается, что от них произошли все современные хищные.

## Описание
Миациды были небольшими животными, похожими на куницу, с небольшим телом и длинным хвостом. Различные виды жили на деревьях или на земле. Питались, вероятно, беспозвоночными, ящерицами, насекомыми, птицами и мелкими млекопитающими (землеройками, опоссумами).
Судя по строению их зубов и черепа, были намного менее развитыми животными по сравнению с современными хищными. У них имелся хищный зуб, как и у современных хищных, но отсутствовала полностью оссифицированная слуховая ямка.

## Эволюция
К середине третичного периода миациды уже обладали хорошо развитыми зубами, характерными для хищников. С формированием этого признака создались условия для дальнейшей эволюции. От миацид произошли все современные виды хищных.
Миациды разделились на две группы: Miacines (с полным составом моляров) и Viverravines (с уменьшенным количеством моляров и более специализированными хищными зубами).

## Классификация
По данным сайта Fossilworks, на сентябрь 2016 года в семейство включают 8 вымерших родов:
- Dormaalocyon Solé et al., 2013 (1 вид)
- Eogale Beard & Dawson, 2009 (1 вид)
- Miacis Cope, 1872typus (14—16 видов) [syn. Harpalodon Marsh, 1872, Prodaphaenus Wortman & Matthew, 1899]
- Miocyon Matthew, 1909 (4 вида)
- Pappidictops Chiu & Li, 1977
- Paroodectes Springhorn, 1980
- Simamphicyon Viret, 1942 (1 вид)
- Viverravinae Matthew, 1909
  - Pappictidops Qiu & Li, 1977 (3 вида)

Возможно семейству принадлежат следующие роды:
- Eosictis Scott, 1945 (nomen dubium, 1 вид)
- Paramiacis

Многие роды, которые раньше относили к семейству Miacidae, систематики переместили на базальные позиции в отряд хищных или кладам Carnivoraformes и Carnivoramorpha.